# François-Marie Duboin
Pour les articles homonymes, voir Duboin.
François-Marie Duboin (1827-1893) – également connu sous le nom de Mgr Duboin – est un évêque catholique savoyard puis français, membre de la congrégation du Saint-Esprit, vicaire apostolique de Sénégambie (actuel Sénégal), et préfet apostolique du Sénégal de 1876 à 1883 et évêque titulaire de Raphanée (de) de 1876 jusqu'à sa mort.

## Biographie
Il est né le 23 septembre 1827 à Samoëns (diocèse d'Annecy), situé dans le duché de Savoie (aujourd'hui en Haute-Savoie).
Il meurt à Chevilly-Larue le 26 août 1883.